# David Harold Byrd
David Harold Byrd (Detroit, Texas, 24 de abril de 1900 – Dallas, Texas, 14 de septiembre de 1986) fue un millonario estadounidense ligado a la industria petrolera y al complejo militar-industrial.

## Primeros años y formación académica
Estudió Geología en la Universidad de Texas (1917-19) y durante sus vacaciones trabajó en una perforación de petróleo en Santa Anna, donde su afición por la lucha libre le metió en una pelea con un oso de feria, en la cual resultó derrotado.

## Vida laboral y empresarial
Después de abandonar la universidad, comenzó a trabajar en H. E. Humphreys. Se unió a la compañía petrolera Old Dominion Oil Company de San Antonio en 1924, pero en este año se convirtió en consultor geológico libre. Durante este periodo se ganó su apodo al perforar quince pozos secos. Su suerte cambió cuando descubrió un pozo con petróleo el 5 de mayo de 1928. Después de esto, estableció el campo petrolero Byrd-Daniels, que llegó a producir 1000 barriles al día, los cuales se vendieron a 3 dólares el barril.
Byrd formó una sociedad con Jack Frost y en 1931 fundó la compañía Byrd-Frost Incorporated. La nueva compañía operaba 492 pozos del Este de Texas que produjeron en promedio 4000 barriles al día. En los años 1930 compró toda la compañía, lo que incluía el edificio del Texas School Book Depository en Dallas.

### Aviación
Durante este periodo, Byrd se interesó mucho en la aviación. En 1938 el gobernador James Allred lo nombró para la Texas Civil Aeronautics Commission. En septiembre de 1941 formó la Civil Air Patrol o CAP. Durante la Segunda Guerra Mundial Byrd comandó una base antisubmarina de la CAP en Beaumont.

## Política
El primo de Byrd, Harry F. Byrd, fue descrito por Alden Hatch (The Byrds of Virginia: An American Dynasty) como el "líder de la opinión conservadora en Estados Unidos". Byrd también tenía una relación estrecha con Sam Rayburn, Lyndon Johnson y John Connally.

"Otra meta es la que consiguen los políticos que ocuparon el Gobierno en Austin, Texas... Sam Rayburn, Morrie Sheppard, John Connally y Lyndon Johnson, que llegaron a la escena nacional y no fueron solo Gobernadores de Texas"
Byrd apuntó en su autobiografía, I'm an Endangered Species

En 1944 Byrd fundó Byrd Oil Corporation y B-H Drilling Corporation. En 1952 Byrd estableció la compañía de Gas Three States Natural Gas Company. Byrd más tarde vendería Byrd Oil a Mobil y Three States a Delhi-Taylor. Byrd usó el dinero para invertir en la producción aeronáutica generando una nueva compañía multinacional, llamada Temco.

### Grupo Suite 8-F
Barr McClellan en Blood, Money & Power afirma que Byrd, con Clint Murchison, Haroldson L. Hunt y Sid Richardson, era parte de los petroleros (Big Oil) en Dallas. McClellan afirma que el "Big Oil durante los años cincuenta y sesenta era lo que la OPEC fue a Estados Unidos en los setenta y posteriores". Una de las metas de este grupo era mantener el déficit crónico de petróleo. Byrd se involucró en el Grupo Suite 8-F, un grupo de hombres de negocios del sector derechista del Partido Demócrata. El nombre viene de la suite donde se reunían en el Hotel Lamar en Houston en sus convocaciones periódicas.
Miembros de este grupo incluían a :
- George Brown y Herman Brown (Brown & Root)
- Jesse H. Jones (inversor multimillonario y Presidente de Reconstruction Finance Corporation)
- Gus Wortham (American General Insurance Company)
- James Abercrombie (Cameron Iron Works)
- Hugh R. Cullen (Quintana Petroleum)
- William Hobby (exgobernador de Texas y propietario del Houston Post)
- William Vinson (Great Southern Life Insurance)
- James Elkins (American General Insurance y Pure Oil Pipe Line)
- Morgan J. Davis (Humble Oil)
- Albert Thomas (presidente de House Appropriations Committee)
- Lyndon B. Johnson (vicepresidente)
- John Connally (gobernador de Texas, herido junto a John F. Kennedy).

Los abogados eran:
- Alvin Wirtz
- Thomas Corcoran
- Homer Thornberry
- Edward Clark

El Grupo Suite 8F ayudaba a coordinar a otros políticos demócratas en el sur de Estados Unidos. Estos incluían a:
- Robert Anderson (presidente de Texas Mid-Continent Oil and Gas Association,[3]Secretario de la Marina y Secretario del Tesoro)[3]
- Robert Kerr (Kerr-McGee Oil Industries)[3]
- Billie Sol Estes (financista de la industria del algodón)[3]
- Glenn McCarthy (McCarthy Oil and Gas Company)[3]
- Earl E. T. Smith (U.S. Sugar Corporation)[3]
- Fred Korth (Continental National Bank y Secretario de Marina)[3]
- Ross Sterling (Humble Oil)[3]
- Sid Richardson (Petrolero Millonario de Texas)[3]
- Clint Murchison (Delhi Oil)[3]
- Haroldson L. Hunt (Placid Oil)[3]
- Eugene B. Germany (Mustang Oil Company)[3]
- Lawrence D. Bell (Bell Helicopters)[3]
- William Pawley (inversor en Cuba)[3]
- Gordon McLendon (KLIF)[3]
- George Smathers (Finance Committee)[3]
- Richard Russell (presidente del Committee of Manufactures, Committee on Armed Forces and Committee of Appropriations)[3]
- James Eastland (presidente del Comité Judicial )
- Benjamin Everett Jordan (presidente del Comité de Obligaciones del Senado)
- Fred Black (lobista político y Serve-U Corporation)[3]
- Bobby Baker (lobista político y Serve-U Corporation).[3]

### Ling-Temco-Vought
Byrd también era cercano a Jack Alston Crichton, quien era presidente de Nafco Oil and Gas. De hecho, ambos compartían la dirección de Dorchester Gas Producing. En 1961, Byrd unió además fuerzas con James J. Ling y Chance Vought Corporation para formar Ling-Temco-Vought (LTV), empresa eje del complejo militar-industrial. Con esta, Byrd trató de expandirse en otras áreas de negocios, algo que se manifestó, por ejemplo, en la compra de empresas de alimentos congelados en Crystal City. Firme opositor a los sindicatos, llegó a definirlos como un "cáncer terrible". En 1963, cuando la Teamsters' Union empezó a sindicalizar a sus empleados se movió a La Pryor.

### Asesinato de John F. Kennedy
En noviembre de 1963, Byrd dejó Texas para irse a un safari de dos meses a África. Durante este viaje el presidente John F. Kennedy fue asesinado en una visita a la ciudad de Dallas. El que fue considerado principal sospechoso, Lee Harvey Oswald, trabajaba en un edificio propiedad de Byrd, el Texas School Book Depository.

### Guerra de Vietnam
La planta de helicópteros Bell, en la que David Harold Byrd contribuía como inversor, se había establecido originalmente en California. Sin embargo, coincidiendo con el agravamiento de la guerra de Vietnam, Bell la trasladó hasta Fort Worth y se unió definitivamente al grupo de 8F Suite, en una acción respaldada por el presidente Johnson.
Después de eso, algunos de sus aparatos, como el UH-1 (Huey), fueron utilizados por el ejército de Estados Unidos para servir en Vietnam. En 1967, la planta de Fort Worth llegó a emplear a 11 000 trabajadores que producían 200 helicópteros al mes, de los cuales 160 iban destinados a los militares estadounidenses.
En febrero de 1964, el presidente Lyndon B. Johnson aprobó un gran contrato de armamentos con LTV para construir el A-7 Corsair II. De acuerdo con el testimonio de Peter Dale Scott en The Dallas Conspiracy, esto fue pagado con presupuestos extras ya que no fue aprobado por el Congreso.
También destacó Byrd como empresario en el sector aeronáutico, siendo cofundador y director de empresas de aviones del área de Dallas, incluyendo la Temco Aircraft Corporation.

### Club de Petróleo de Dallas
Byrd era miembro del Dallas Petroleum Club, en el seno del cual había mantenido una cierta relación con destacados dirigentes como George de Mohrenschildt, David Atlee Phillips o George H. W. Bush, así como con empresarios e inversores de los sectores petrolero y aeronáutico.

## Exploración antártica
Byrd, como primo y amigo íntimo del almirante Richard E. Byrd, financió algunos de los emprendimientos de exploradores antárticos en la década de 1920 y 1930. De hecho, una cordillera antártica, la cordillera de Harold Byrd, fue nombrada en su honor.

## Autobiografía
En 1978 Byrd publicó su autobiografía, I'm an Endangered Species.

## Muerte
David Harold Byrd murió en Dallas el 14 de septiembre de 1986 después de una corta enfermedad a la edad de 86 años.